# Ciconia stormi
Ciconia stormi là một loài cò cỡ trung bình sống chủ yếu tại các khu rừng nhiệt đới thấp thuộc Indonesia, Malaysia và nam Thái Lan. Nó được coi là loài cò hiếm nhất, và ước lượng ngoài tự nhiên chỉ còn ít hơn 500 cá thể trong khu vực phân bố của nó.

## Mô tả
Nó dài khoảng 91 xentimét (36 in) với bộ lông màu trắng và đen, mỏ đỏ, da mặt trụi màng vàng, chân đỏ. Con trống và con mái giống nhau. Con non có bộ lông tối hơn.

## Phân bố và môi trường sống
Loài ít được biết đến này được tìm thấy trong rừng không bị ảnh hưởng và môi trường sống nước ngọt ở Sumatra, quần đảo Mentawai, Borneo và bán đảo Malaysia. Một trong những thành lũy của nó là ở phía đông nam Sumatra, với quần thể còn lại bị giới hạn trong Kalimantan và Brunei. Trong khi ở bán đảo Malaysia, chỉ có một dân số rất nhỏ, cá nhân phân tán để lại.

## Hành vi
Nó sống đơn độc. Chế độ ăn uống của nó bao gồm chủ yếu là cá. Con mái thường đẻ hai quả trứng trong tổ trên tán cây cao.

## Tình trạng
Do mất môi trường sống đang diễn ra, kích thước dân số rất nhỏ, phạm vi giới hạn và bị săn bắt quá mức trong một số khu vực, nó được IUCN xếp vào mục Loài Nguy cấp từ năm 1994.

## Hình ảnh

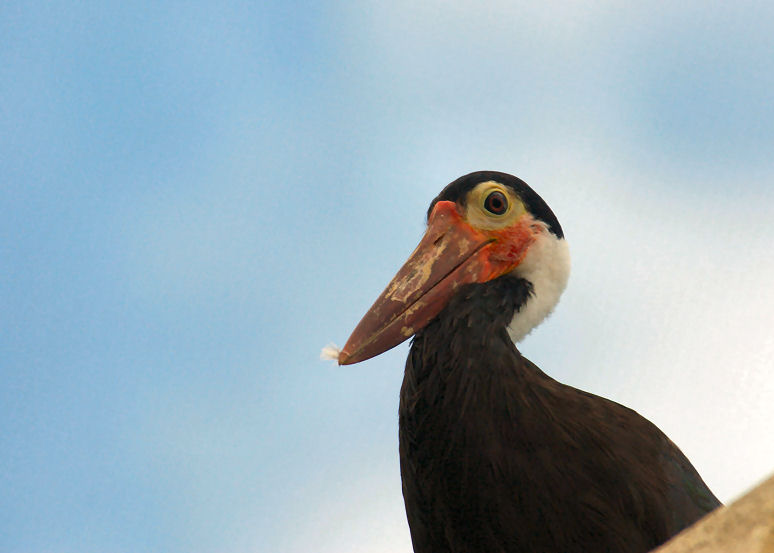
Tại Sở thú Miami
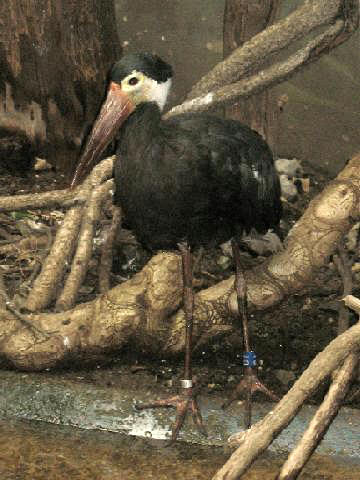
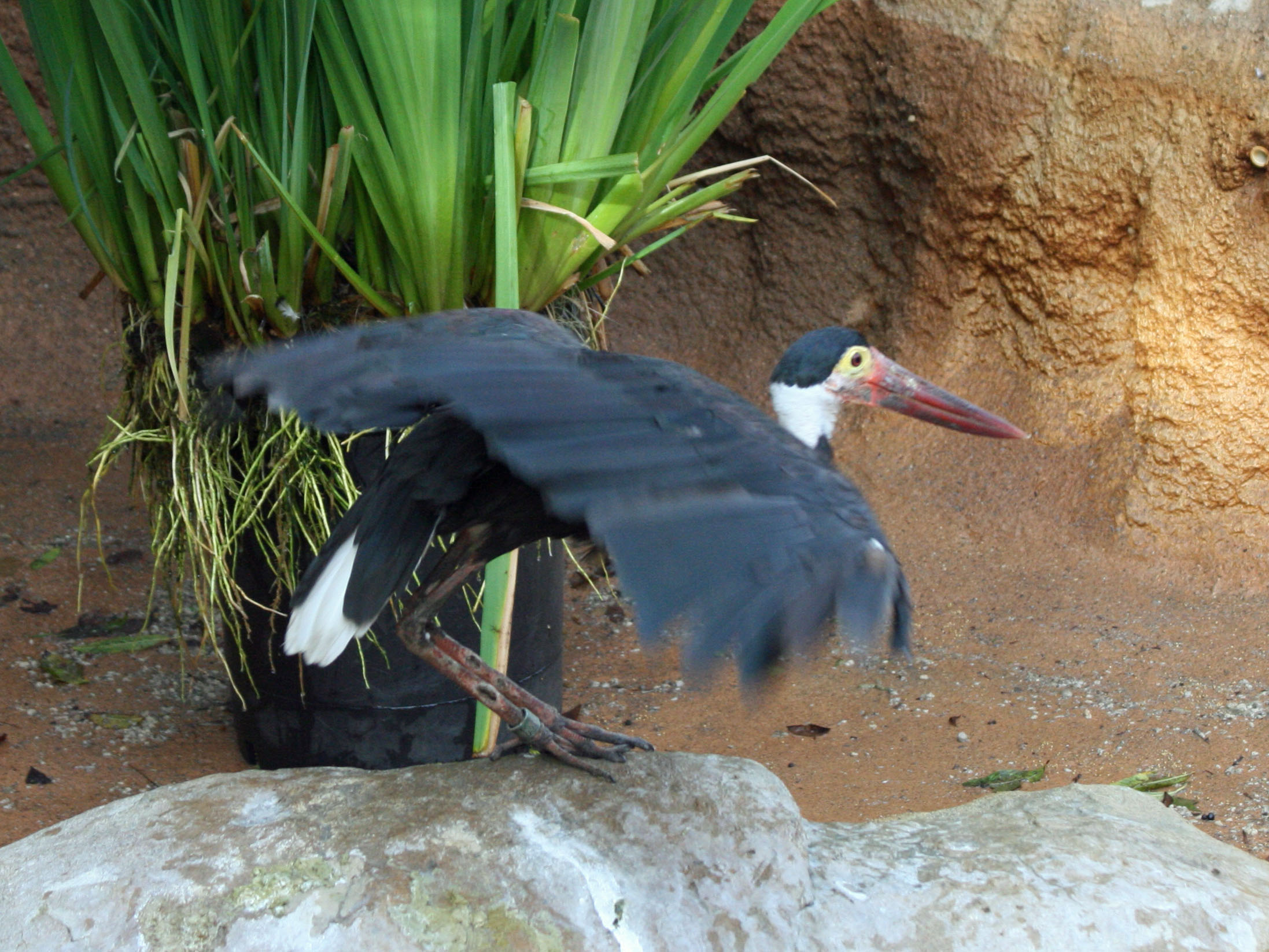
Tại Sở thú San Diego